# Kaitlyn Lawes
Kaitlyn Lawes (Winnipeg, 16 dicembre 1988) è una giocatrice di curling canadese.

## Carriera
Nelle sue partecipazioni ai campionati mondiali junior di curling ha conquistato una medaglia d'argento (2009) e una di bronzo (2008). Ha vinto la medaglia d'oro olimpica nel curling femminile a Soči 2014, ripetendosi 4 anni dopo nel doppio misto a Pyeongchang 2018. Nel 2015 ha vinto i campionati mondiali di curling tenutisi a Sapporo.